# Condado de Roberts (Texas)
O Condado de Roberts é um dos 254 condados do estado norte-americano do Texas. A sede do condado é Miami, e sua maior cidade é Miami.
O condado possui uma área de 2 394 km² (dos quais 0 km² estão cobertos por água), uma população de 887 habitantes, e uma densidade populacional de 0,25 hab/km² (segundo o censo nacional de 2000).
O condado foi criado em 1876.